# Општина Драгу (Салаж)
Драгу (рум. Dragu) општина је у Румунији у округу Салаж.
Oпштина се налази на надморској висини од 334 m.